# Paul Hoffert

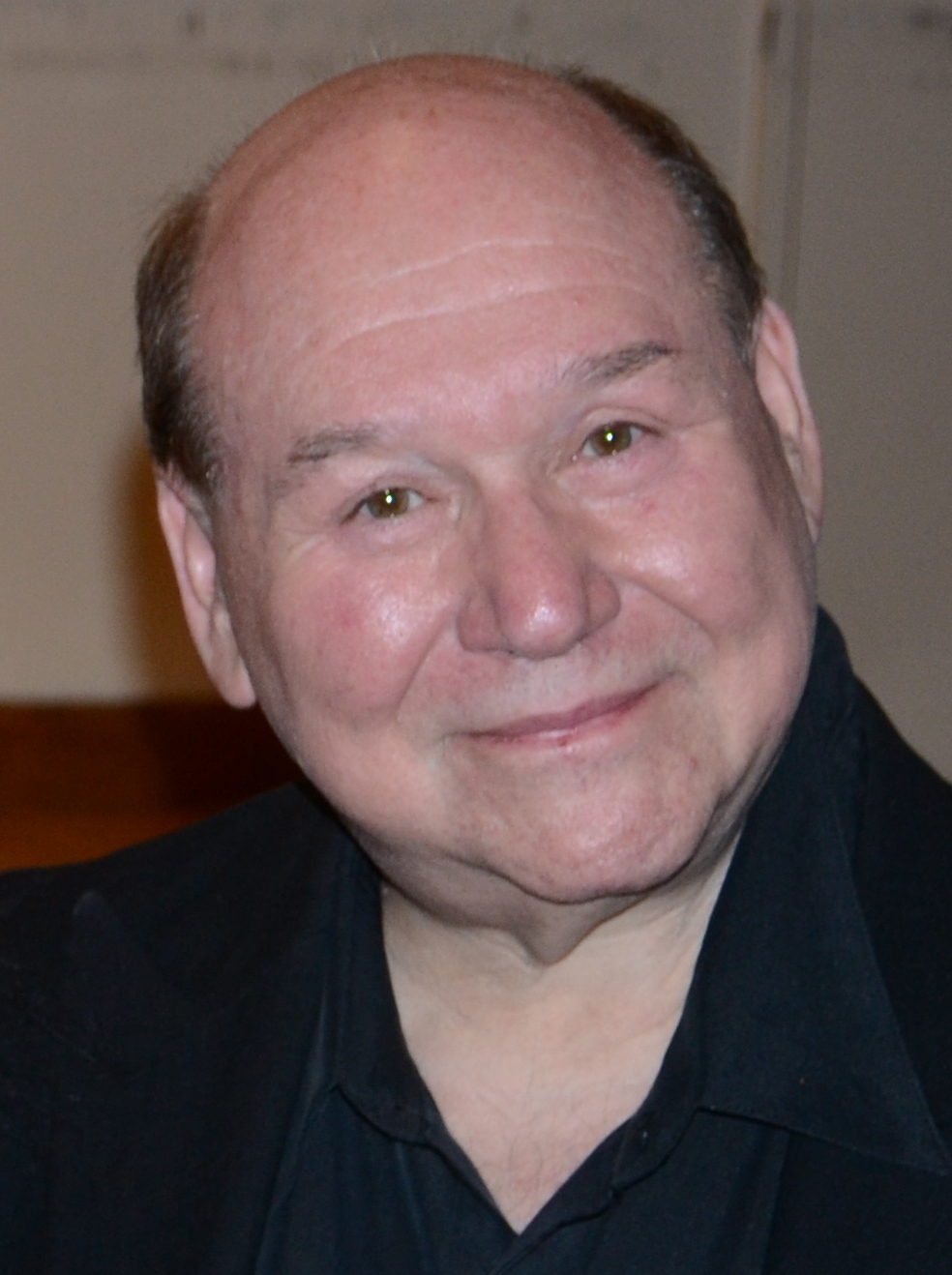
Paul Hoffert (2012)

Paul Matthews Hoffert (* 22. September 1943 in Brooklyn, New York City) ist ein kanadischer Komponist, Pianist, Vibraphonist, Musikpädagoge und Wissenschaftler auf dem Gebiet der digitalen Medien.

## Biografie

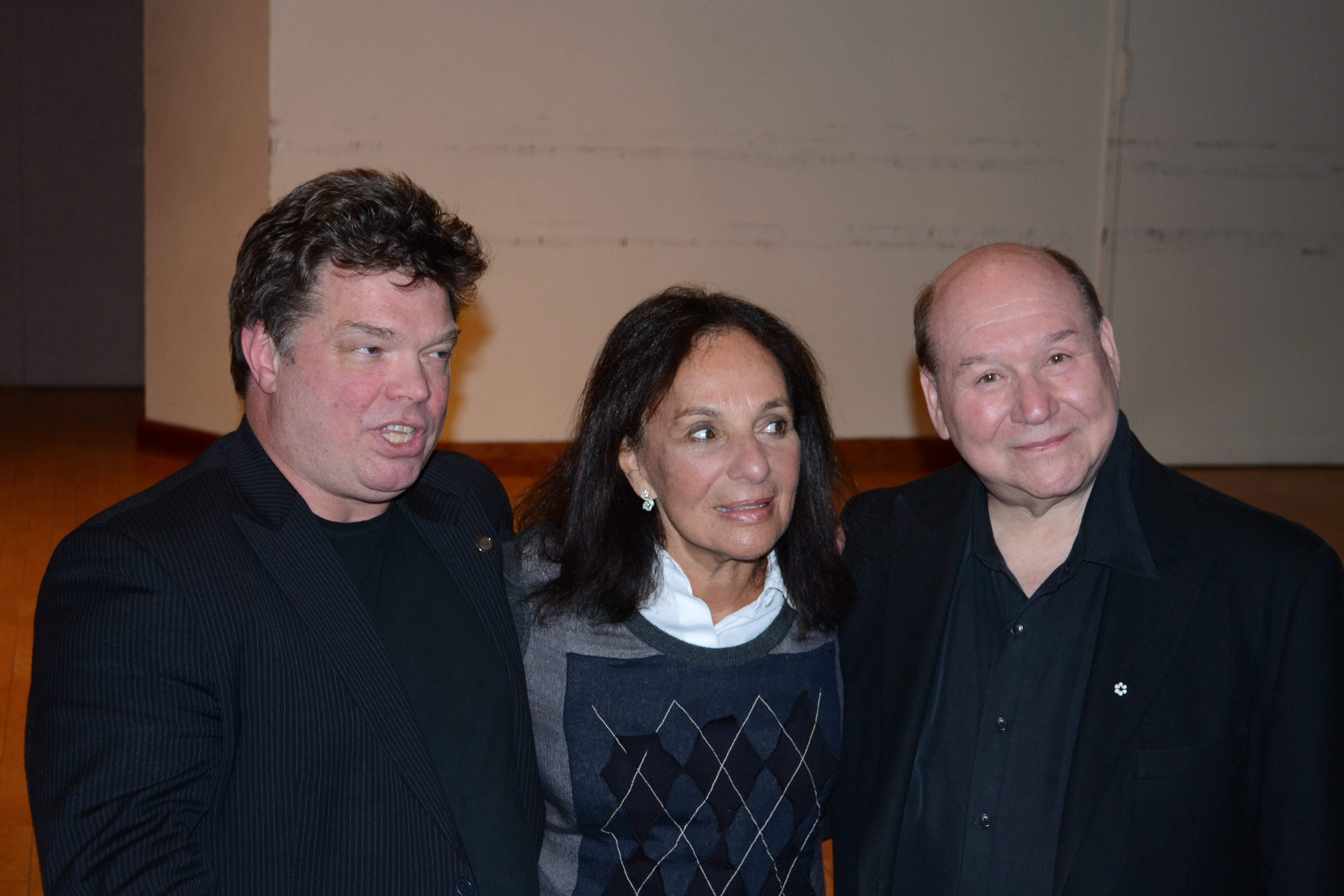
Paul Hoffert (rechts)

Paul Hoffert spielte ab dem neunten Lebensjahr Klavier. Er kam 1956 nach Toronto und studierte dort bis 1963 Komposition bei Gordon Delamont und Vibraphon bei Hagood Hardy. 1961 wurde er kanadischer Staatsbürger. Er trat seit 1960 als Pianist und Vibraphonist in Jazzclubs auf und spielte mit Bernie Piltch, Carne Bray und Archie Alleyne das Album The Jazz Roots of Paul Hoffert ein.
Er studierte dann Mathematik und Physik an der University of Toronto und war zugleich von 1963 bis 1965 musikalischer Leiter der CBC-Fernsehreihe Time of Your Life. 1969 gründete er mit Skip Prokop die Rockband Lighthouse, der er bis 1974 als Keyboarder und Vibraphonist angehörte und die zwischen 1971 und 1973 drei Juno Awards als Kanadas beste Popband erhielt. Beim National Research Council arbeitete er von 1969 bis 1971 mit Hugh Le Caine zusammen.
Von 1977 bis 1983 arbeitete Hoffert für Apple, danach wirkte er an verschiedenen digitalen Musikprojekten mit. 1981 gründete er die Canadian Academy of Cinema and Television, die er bis 1983 leitete; 1984 wurde er Professor für digitale Medien an der York University und gründete dort 1992 das CulTech Research Centre, das er bis 2000 leitete. Von 1987 bis 2000 war er Präsident der Canadian Academy of Cinema and Television, von 1994 bis 1999 leitete er außerdem die Intercom Ontario, die auf dem Gebiet der Breitbandkommunikation aktiv war. Zudem arbeitete Hoffert auf dem Gebiet der digitalen Signierung, der Music on Demand (Jukebox) und multimedialer Anwendungen für den Unterricht.
Dabei blieb Hoffert stets als Musiker aktiv. Er gründete 1992 die Gruppe Lighthouse neu und wurde 1995 in die Canadian Rock and Roll Hall of Fame aufgenommen. Er führte digitale Live-Performances auf wie die Cyber Soirée (1996), SMART Toronto (1999) und Supercomputing (2001). Neben zahlreichen Filmmusiken komponierte er auch musiktheatralische Werke, Ballette und Orchesterwerke und verfasste mehrere Bücher über Neue Medien und Musik. 1997 erhielt er die Arts Medal des Ontario Arts Council, 2004 wurde er als Member of the Order of Canada ausgezeichnet.

## Werke
- Get Thee to Canterbury, Musiktheater, 1967
- Marat Sade, Musiktheater, 1969
- Concert music für Rockband und Orchester, 1969
- Ballet High für Rockband und Tanz, 1969
- Prometheus Bound, Musiktheater (mit Irene Worth), 1971
- Concerto for Contemporary Flute, 1975
- Concerto for Contemporary Violin, 1976
- Sweet Summersaults, Ballett, 1976
- Israel für Tenor, Chor, Harfe und Perkussion, 1978
- Spring für Streichquartett und Rockband, 1980
- Hogtown, Musiktheater, 1981
- Hidden Channel, Oper, 1991
- Noah für Multimedia und Tanz, 1995

## Filmografie
- 1972: Der Agent, der seinen Leichnam sah (The Groundstair Conspiracy)
- 1977: Ausgeflippt (Outrageous!)
- 1978: Trucker (High-Ballin’)
- 1979: Pferdelady (Wild Horse Hank)
- 1979: Delta III – Wir wollen nicht zur Erde zurück (The Shape of Things to come)
- 1980: Zwei Herzen voller Liebe (Circle of Two)
- 1980: Killer aus dem Dunkel (Double Negative)
- 1981: Firebird 2015 AD (mit Lawrence Shragge)
- 1982: Das blaue Paradies (Paradise)
- 1983: Fanny Hill
- 1983–1990: Der Hitchhiker (The Hitchhiker, Fernsehserie, 3 Folgen)
- 1984: Der Zeuge der Nacht (Bedroom Eyes)
- 1984: Himmelskörper (Heavenly Bodies)

## Schriften
- Hoffert Guide to Synchronizing Music, Toronto 1982
- Understanding Music in Media, Toronto 1987
- Inventory of Internet Technologies and Services (mit Peter Roosen-Runge), Ottawa 1976
- Internet Technologies Primer (mit Peter Roosen-Runge, Toronto 1997
- The Bagel Effect: A Compass to Navigate Our Wired World, Toronto 1998
- All Together Now: Connected Communities: How They Will Revolutionize the Way You Live, Work, and Play, Toronto 200)
- The New Client: How Customers Shape Business in the Information Age, Toronto 2002
- Music for New Media: Composing for Videogames, Websites, Presentations, and other Interactive Media, Boston 2007